# Лупеол
Лупеол (на английски: Lupeol) e фармакологично активен тритерпеноид.

## Растения богати на лупеол
Лупеол може да бъде открит в множество различни растения в различно количество. Някои източници на лупеол са растението алое вера (Aloe Vera), дървото Шеа, гуавата, жен шенът, Tamarindus indica, Allanblackia monticola, Himatanthus sucuuba, Celastrus paniculatus, Zanthoxylum riedelianum, Leptadenia hastata, Crataeva nurvala, Bombax ceiba и Sebastiania adenophora, използвани от векове от племенното население на Северна Америка, Латинска Америка, Япония, Китай, Африка и карибските острови. 

## Синтез
Първият синтез на лупеол е извършен от Gilbert Stork et al.
През 2009 г., Сурендра и Кори извършват много по-ефикасен синтез посредством полициклизация, започвайки процесът от (1E,5E)-8-[(2S)-3,3-диметилоксиран-2-yl]-2,6-диметилокта-1,5-диенил ацетат.

## Фармакология
Лупеолът е известен със своето положително действие срещу възпаление, рак, артрит, диабет, сърдечни заболявания и др. 
Изследвания с животни сочат, че лупеолът действа като противовъзпалителен агент. Изследване, извършено през 1988 г. показва, че лупеолът намалява подуването на лапите на плъхове с 39% в сравнение с 35% при използването на стандартно контролно вещество индометацин.
Друго изследване показва, че във високи количества действа като инхибитор на дипептидил пептидаза-4 (DDP-4), поради което действа ефективно срещу диабет.
Лабораторни модели показват, че лупеолът е ефективен и при лечение на рак на кожата и простата. 
Като противовъзпалителен агент, лупеолът действа основно върху интерлевкинната система, намалявайки отделянето на IL-4. 

### Биологични свойства при хората
В различни изследвания лупеол показва изключително благоприятни свойства върху регенерирането на кожата при наранявания. В сравнение с контролната група, лупеолът и естери на лупеол значително подобряват пролиферацията на кератиноцит.

### Приложение в козметиката
В козметични разтвори лупеол се използва с цел запазване на тъканта и целостта на кожата благодарение на благотворния му ефект при възпаления и кожни наранявания. Типичните му приложения са в кремове, лосиони, гелове, балсами за устни (срещу напукване на устни, ръце, крака) и в продукти за след бръснене.
Антиоксидантните свойства на лупеола и неговите деривати го правят изключително подходяща съставка при създаването на продукти срещу стареене и кремове, защитаващи срещу вредните слънчеви лъчи и агресивния ефект на околната среда.